# Себастьян Кордова
Франсіско Себастьян Кордова (ісп. Francisco Sebastián Córdova, нар. 12 червня 1997, Агуаскальєнтес) — мексиканський футболіст, півзахисник клубу «Америка» та національної збірної Мексики.

## Клубна кар'єра
Народився 12 червня 1997 року в місті Агуаскальєнтес. Вихованець футбольної школи клубу «Америка». Для отримання ігрової практики Кордова здавався в оренду до клубів «Алебріхес де Оахака» та «Некакса». У складі другої команди дебютував у матчі за Суперкубок Мексики з «Монтерреєм», забивши єдиний і переможний гол у грі. А вже 14 серпня Кордова дебютував у Лізі MX у матчі проти «Лобоса БУАП».
До «Америки» Себастьян повернувся на початку 2019 року і швидко став основним гравцем Того ж року виграв з командою Кубок Мексики та став Чемпіоном чемпіонів. Станом на 7 серпня 2021 року відіграв за команду з Мехіко 66 матчів в національному чемпіонаті.

## Виступи за збірні
Протягом 2017—2018 років залучався до складу молодіжної збірної Мексики. У її складі 2017 року посів 3-тє місце на молодіжному чемпіонаті КОНКАКАФ на Коста-Риці. Цей результат дозволив команді поїхати на молодіжний чемпіонат світу U-20 у Південній Кореї, який відбувся через два місяці, однак, сам Кордова не зіграв на ньому через травму. Всього за молодіжні збірні зіграв в 11 офіційних матчах, забив 1 гол.
У складі олімпійської збірної Мексики Кордова виграв Передолімпійський турнір КОНКАКАФ, забивши 4 голи у 4 іграх і ставши найкращим бомбардиром турніру та був включений до символічної збірної. Цей результат дозволив команді поїхати на футбольний турнір на Олімпійських іграх 2020 року у Токіо, на якому команда здобула бронзові олімпійські нагороди. У складі цієї команди провів 6 матчів, забив 4 голи.
3 жовтня 2019 року дебютував в офіційних іграх у складі національної збірної Мексики в товариському матчі проти збірної Тринідаду і Тобаго (2:0). Наступного місяця він забив свій перший гол за збірну в грі Ліги націй КОНКАКАФ проти Бермудських островів (2:1).

## Титули і досягнення
«Некакса»
- Володар Суперкубка Мексики: 2018

«Америка»
- Володар Кубка Мексики: Клаусура 2019
- Переможець Чемпіона чемпіонів: 2019

Збірна Мексики
- Бронзовий призер Олімпійських ігор: 2020

| Дата       | Місто           | Господарі          | Результат | Гості              | Турнір                                        | Голи | Примітки |
| ---------- | --------------- | ------------------ | --------- | ------------------ | --------------------------------------------- | ---- | -------- |
| 3-10-2019  | Толука-де-Лердо | Мексика            | 2 – 0     | Тринідад і Тобаго  | товариський матч                              | -    | 74'      |
| 12-10-2019 | Гамільтон       | Бермудські Острови | 1 – 5     | Мексика            | Ліга націй КОНКАКАФ 2019—2020 - груповий етап | -    | 63'      |
| 16-10-2019 | Мехіко          | Мексика            | 3 – 1     | Панама             | Ліга націй КОНКАКАФ 2019—2020 - груповий етап | -    | 62'      |
| 20-11-2019 | Толука-де-Лердо | Мексика            | 2 – 1     | Бермудські Острови | Ліга націй КОНКАКАФ 2019—2020 - груповий етап | 1    |          |
| 30-9-2020  | Мехіко          | Мексика            | 3 – 0     | Гватемала          | товариський матч                              | 1    | 70'      |
| 14-11-2020 | Вінер-Нойштадт  | Південна Корея     | 2 – 3     | Мексика            | товариський матч                              | -    | 54'      |
| 1-7-2021   | Нашвілл         | Мексика            | 3 – 0     | Панама             | товариський матч                              | -    | 46'      |
| Усього     |                 | Матчів             | 7         |                    | Голів                                         | 2    |          |